# Петрийчук, Светлана Александровна
Светла́на Алекса́ндровна Петрийчу́к (род. 22 апреля 1980, Фрунзе) — российский драматург, сценарист, театральный режиссёр

, кинорежиссёр

 и педагог. Лауреат премии «Золотая маска» 2022 года за пьесу «Финист ясный сокол», фигурантка «Театрального дела». 8 июля 2024 года получила шесть лет колонии общего режима .

## Биография
Светлана Петрийчук родилась 22 апреля 1980 года в городе Фрунзе, столице Киргизской ССР.
В 2000-е годы жила в Алматы, работала на казахстанском телевидении.
Окончила Высшую школу сценических искусств Константина Райкина (мастерская Камы Гинкаса). Позже училась в мастерской Михаила Угарова в Театре.doc.
В 2018 году впервые приняла участие в фестивале молодой драматургии «Любимовка» с пьесой «Вторник короткий день». В последующие годы Светлана Петрийчук неоднократно становилась победителем и финалистом различных конкурсов и фестивалей, среди которых международный конкурс «Ремарка», конкурс-фестиваль «Первая читка» в рамках фестиваля «Пять вечеров» им. А. М. Володина, международная лаборатория LARK (Нью-Йорк) и другие.
В 2021 году вошла в тройку победителей конкурса «Кульминация» с пьесой «Туареги». В 2022 году за пьесу «Финист ясный сокол» получила театральную премию «Золотая маска» в номинации «Лучшая работа драматурга».
Петрийчук вела образовательные курсы и мастер-классы по драматургии. Совместно с Олжасом Жанайдаровым читала курс «Драматургия» в Школе-студии МХАТ (мастерская Виктора Рыжакова). Она является автором сценария и режиссёром ряда игровых и документальных фильмов и сериалов, снятых в России и в Казахстане.
В 2023 году вместе с режиссером Женей Беркович стала лауреатом премии «Камертон» имени Анны Политковской.

### Арест и приговор
4 мая 2023 года Светлана Петрийчук была задержана полицией одновременно с режиссёром спектакля Женей Беркович по уголовному делу по статье 205.2 УК РФ «Публичные призывы к осуществлению террористической деятельности, публичное оправдание терроризма или пропаганда терроризма». Судья Замоскворецкого районного суда города Москвы Наталья Чепрасова 5 мая заключила Петрийчук под стражу до 4 июля. То же решение судья приняла в отношении Беркович. 30 мая 2023 года Мосгорсуд оставил решение о заключении под стражу без изменений. 31 мая 2023 года Светлана Петрийчук поставлена на учёт в СИЗО как лицо, склонное к совершению преступлений террористического характера и экстремистской направленности. 3 ноября 2023 года Судья Замоскворецкого районного суда Москвы Юрий Рахматов удовлетворил ходатайство следователя Дмитрия Полещука и оставил Женю Беркович и Светлану Петрийчук под стражей до 10 января 2024 года. 30 ноября Московский городской суд отклонил апелляционную жалобу. 9 января 2024 года судья Замоскворецкого районного суда Москвы Лариса Семёнова продлила срок содержания под стражей до 10 марта 2024 года. 13 февраля Мосгорсуд оставил без изменения решение о продлении срока содержания под стражей до 10 марта 2024 года. 15 апреля 2024 года на сайте Росфинмониторинга Евгения Беркович и Светлана Петрийчук были внесены в список лиц и организаций, причастных к экстремистской деятельности и терроризму.

8 июля 2024 года 2-й Западный окружной военный суд назначил режиссёру Евгении Беркович и драматургу Светлане Петрийчук по шесть лет колонии общего режима по делу об оправдании терроризма из-за постановки спектакля «Финист — Ясный Сокол».
По сообщению мужа, Петрийчук этапировали в ИК-5 в подмосковном Можайске (143202, Московская область, Можайский р-н, п. им. Дзержинского, д.1 ФКУ ИК№5 ГУФСИН России по Московской области) после 10 суток в транзитном мужском СИЗО Ногинска.

### Семья
Муж — Юрий Шехватов, режиссёр и продюсер.

## Пьесы
Оригинальные тексты
- «Финист ясный сокол»[29][30]
- «Во всём виноват Вайнштейн»[31][32]
- «Вторник короткий день»[33][34]
- «Пчёлы умирают»[35]
- «ЗАО»
- «Туареги»[13][36]
- «Рисовый отвар»[37][38]
- «Комета Г»[39][40] (при уч. Ильи Мотовилова и Ивана Лёшина)
- «Розовый шум»

Адаптации, переводы и инсценировки
- «Эдит умеет стрелять и попадать» (драматург Рей Паматмат, США)
- «Театр» (по роману Сомерсета Моэма)
- «Безымянная звезда» (по пьесе Михаила Себастьяна)
- «Мушкетёры. Perdeler» (по роману Александра Дюма)

Сборники
- Туареги. Семь текстов для театра. — Freedom Letters, 2023. — 212 с. — ISBN 978-1-998084-39-5.

## Постановки
- 2024 — «ΦΙΝΙΣΤ, Ο ΣΤΑΥΡΑΕΤΟΣ»[41]
- 2024 — «Вторник, короткий день», Vene teater, Таллин[42]
- 2022 — «Мушкетёры. Perdeler», реж. Галина Пьянова, театр «ARTиШОК» (Алматы)[43][44]
- 2022 — «Розовый шум», реж. Айганым Рамазан, театр «ARTиШОК» (Алматы)[45][46]
- 2021 — «Комета Г», реж. Иван Комаров, нижегородский театр «Комедiя»[47][48]
- 2021 — «Театр», реж. Владимир Панков, "Московский театр «Современник»[49][50]
- 2021 — «Безымянная звезда», реж. Александр Созонов, Московский Губернский театр[51][52]
- 2021 — «Во всём виноват Вайнштейн», реж. Айганым Рамазан, театр «ARTиШОК» (Алматы)[53]
- 2021 — «7х7» музейный кибер-театр, реж. Дмитрий Гомзяков, Томский областной краеведческий музей[54]
- 2020 — «Финист Ясный Сокол», реж. Женя Беркович, театральный проект «Дочери СОСО»[55][56]
- 2020 — «Рисовый отвар», реж. Никита Бетехтин / Мелисса Креспо (американская версия) / Лиена Шмуксте (латвийская версия)[57][58]
- 2019 — «Вторник короткий день», реж. Александр Созонов, «Чехов-центр»[59]
- 2019 — «Во всём виноват Вайнштейн», реж. Родион Барышев, Центр театрального мастерства[60]
- 2019 — «Вторник короткий день», реж. Галина Зальцман, «Маленький театр Александра Сучкова»

## Фильмография
- «Собрание Олимпийских сочинений» (документальный сериал, Россия, 2008) — сценарист[61]
- «Хиддинк, Гус Иванович» (документальный фильм, Россия, 2009) — сценарист[62]
- «Панчбот» (к/м игровой фильм, Казахстан, 2012) — сценарист[63]
- «Сыргалым» (телесериал, Казахстан, 2013—2014) — сценарист[64]
- «Гегель» (к/м игровой фильм, Россия, 2014) — сценарист и режиссёр[65]
- «Как я стал русским» (телесериал, Россия, 2015) — сценарист[66]
- «Айман — Шолпан» (телесериал, Казахстан, 2016) — сценарист
- «Бессонница» (телесериал, Казахстан, 2018) — сценарист, режиссёр и креативный пр[67][68]
- «Я здесь» (п/м игровой фильм, Казахстан, 2019) — сценарист и режиссёр[69]
- «Аналық сезiм» (телесериал, Казахстан, 2019) — сценарист и режиссёр[70][64]
- «Жоғалған қыз» (телесериал, Казахстан, 2021) — сценарист и режиссёр